# Чирков Сергій Миколайович
Сергій Миколайович Чирков (* 5 липня 1950 у с. Новолимарівка Біловодського району Ворошиловградської (нині Луганської) області — український  прозаїк, поет, публіцист, перекладач. Заслужений працівник культури України (1999). Відмінник народної освіти України (1985). Фундатор літературної групи «Самотній вовк» (2010). Лауреат міжнародної премії імені Ірини Вільде (2023). Номінувався на Національну премію імені Тараса Шевченка (2023). Член Національної спілки журналістів України (з 1977 року), член Національної спілки письменників України (з 1994 року).

## Життєпис

### Сім'я
Мати Надія Василівна Чиркова, до шлюбу Радченко (1925–2002) – трактористка, продавчиня, пташниця; батько Микола Семенович Чирков (1927–1999) – сільський водій. Дружина Валентина Миколаївна (1951) – філологиня, заступниця директора приватної видавничої фірми. Син Владислав (1975) – учасник бойових дій з РФ (2014–2015), лікар-радіолог. Дочка Ірина (1978) – менеджерка-економістка.

### Освіта
Закінчив філологічний факультет Ворошиловградського державного педагогічного інституту імені Т.Г. Шевченка (1968–1972); навчався на заочному відділенні поезії Літературного інституту імені М. Горького (1971–1975), кинув за власним бажанням.

### Трудова діяльність
Після закінчення Новолимарівської восьмирічної та Біловодської середньої шкіл (1957–1967) працював завідувачем Новолимарівської сільської бібліотеки і кореспондентом Біловодської районної газети «Маяк комунізму». Здобувши вишу освіту (1968–1972) і відслуживши у війську (1972–1973), працював літературним працівником і заввідділом Луганської обласної газети «Молодогвардієць» (1973–1977). У Києві працював заввідділом газети «Молодь України» (1980–1983); заступником головного редактора Головної редакції літературно-драматичних програм Республіканського телебачення (1983–1984); відповідальним секретарем і головним редактором журналу «Однокласник» (1984–2003),  відповідальним редактором і першим заступником головного редактора газет «Вісті Центральної спілки споживчих товариств Україна» і «Селянська правда Івана Бокого» (2003–2012).
Був засновником, головним редактором і видавцем журналів «Лель» (1992–2003) і «Лель-ревю» (1994–2003).
Після закриття газети «Селянська правда» – на творчій роботі. Активно співробітничав з «Газетою по-українськи» (2014–2018), на сторінках якої вийшло понад 250 публіцистичних статей, з 2018 по 2023 – колумніст журналу «Країна», де опублікував 65 авторських колонок.

## Творча діяльність

### Літературний період
Сергій Чирков називає себе автором запізнілих дебютів. Перший повноцінний прозовий твір написав у 62 роки – це був «Ковчег (колискова для смерті) – двотомний роман-подорож у 333-х спогадах, снах і видіннях. З поезією теж дебютував не хлопчиком – у 68 років книжкою «Скрипаль». Щоправда, була ще елегійна збірка «На Місяці не ходять по землі», але друком не вийшла і вважається втраченою.
Повноцінний творчий період виявився напрочуд плідним. Після «Ковчега» (2013) були опубліковані недектив у 225 убивствах і 17 замахах «Дім-Дом» (2013), книжка міні-есе «Хто у класики крайній» (2017), роман-химерія «Богданове прокляття» (2023), сповідальня повість в етюдах «Село біля Господньої робітні» (2024), експериментальна повість для підлітків «Фігня» (2025).
Після «Скрипаля» (2018) побачили світ книжки поезій «Поза позик» (2020), 99 віршів про кохання «Ходімо в рай» (2020), поетичний щоденник перших місяців повномасштабної війни з московитами «Я – той, хто скам’янів» (2023), вершинна «Сюжет для миті» (2025), експериментальна  збірка з 20 рефлексій «Між» (2025). 
За участю Сергія Чиркова вийшли кілька колективних видань: «Порода»  (2017) – антологія українських письменників Донбасу з переднім словом Івана Дзюби; «Армія. Мова. Віра» (2019) – антологія сучасної української літератури; збірка воєнної лірики «Шевченків блок-пост» » (2024).

### Журнально-газетний період
Було б неправдою стверджувати, наче поява одного з найоригінальніших сучасних українських поетів класичного напрямку була спонтанною. Сергій Чирков – відомий журналіст і організатор вітчизняної преси. Помітний слід залишив в історії луганської преси (1968-1977 роки з перервою на навчання та військо). Наступні 35 літ присвятив всеукраїнським виданням: три роки припали на «Молодь України», чотири – на «Вісті…», п’ять – на «Селянську правду…». Майже два десятиліття (1994-2003) очолював часопис для підлітків «Однокласник», піднявши його тираж до рекордного в історії журналу. Двомовне ідеологізоване виданням було перетворено на виключно україномовний журнал для підлітків.
Сергій Чирков заснував «Лель» (1992) та «Лель-ревю» (1994) і понад десять років був незмінним головним редактором і видавцем перших в Україні еротичних журналів, які відіграли помітну просвітницьку і виховну роль. Рішенням Експертної комісії Центрального державного архіву-музею літератури і мистецтва України «Лель» було визнано надбанням національної культури, а редакцію включено до джерел архівного комплектування країни. Під час розгляду у Верховній Раді мовної проблеми журнал його було названо міцним форпостом української мови. 
«Лель» подавав фольклорні записи і зібрання  Тараса Шевченка, Михайла Максимовича, Миколи Гоголя, Павла Чубинського, Івана Франка, Бориса Грінченка та інших. Публікував любовну лірику Павла Тичини, Максима Рильського, Володимира Сосюри, Валер’яна Поліщука, Михася Семенка, Миколи Вінграновського, Ірини Жиленко, Дмитра Павличка та багатьох інших. У «Лелі-ревю» світова еротика виходила у перекладах провідних фахівців України. Регулярно з’являлася на сторінках літературно-мистецького журналу й переклади Сергія Чиркова.
Сергій Чирков зібрав, упорядкував і випустив посмертну збірку поезій поета і журналіста Петра Біливоди (Шевченка) «Ось така мені випала доля» (перше видання – 1998, друге, розширене і доповнене – 2017) і книжку спогадів про загиблого друга «Винахід Петра Біливоди» (2004). Опублікував у журналі власну «Повість про незнайдений пістолет» (2000)
Досвід спілкування з провідними майстрами слова Сергій Чирков виклав у книжці «Хто у класики крайній», яка містить майже 250 нестандартних есеїв
У журнально-газетний період Сергій Чирков випустив також російськомовні збірки поезій «Майские метели» (1988) і «Все остается на земле» (1990), добірки віршів у літературному альманасі «Вітрила» (1983) і колективній збірці «Декалуг» (1994). Проте їхня поява є радше результатом наполягань Віктора Баранова, Василя Моруги та Анатолія Давидова, які прагнули підтримати публікаціями друга і колегу. Чужу мову письма визначили російськомовні восьмирічна та середня школи і закріпило на певний період навчання на факультеті російської філології Ворошиловградського педінституту, під час якого він потрапив у поле зору кураторів КДБ. Приводом стала участь у рукописному альманасі «Послушайте!», випуск його спецслужба класифікувала як самвидав. Робота виключно в українській періодиці і коло літературного спілкування виправили помилки сімейного і політичного розкладу.

## Твори

### Проза
- «Ковчег. Колискова для смерті», роман у 2-х томах (2012).
- «Дім-Дом» (2013) – недектив у 225 убивствах і 17 замахах.
- «Герой Росії» (2014) – у книзі «Євромайдан. Хроніки в новелах»
- «Хто у класики крайній» (2017) – книжка міні-есеїв,
- «Богданове прокляття» (2023) – роман-химерія.
- «Село біля Господньої робітні» (2024) – книжка етюдів.
- «Фігня» (2025) – повість для підлітків

### Поезія
- Збірки
- «На Місяці не ходять по землі» (2008, втрачена)
- «Скрипаль» (2018)
- «Поза позик» » (2020)
- «Ходімо в рай» (2020)
- «Я – той, хто скам’янів» (2023)
- «Сюжет для миті» (2025)
- «Між» (2025)

Антології та альманахи
«Порода» (2017) – українські письменники Донбасу
«Армія. Мова. Віра» (2019) – сучасна українська література
«Сівач» (5-6, 2023)
«Шевченків блок-пост» (2024) – воєнна лірика
«Березіль» (2024)

### Окремі вірші
- ««Син іде з війни додому…»
- «В жовтий яр по жовту глину…»
- «не зміг, я – той, хто скамянів…»
- «тече вода з-під явора…»
- «обійшла на три скоки сорока…»
- «Господи, що тобі видно…»
- «Йде душа по Господній стерні…»
- «ні утекти, ні закричати…»
- «не зовіть, не піду по воді…»
- «білим по білому білого дня…»
- «чи кран тече, чи миша точить»
- «я в цьому світі щось та значу…»
- «моя душа за мамою ходила…»
- «марева, видива, тіні і луни…»
- «моєї любові не треба нікому…»
- «пам’ятаєш, шепчу…»
- «дива мені дива, чуда мені, чуда…»  «Каміння, хліби і ножі…»     Ці поезії можна знайти за назвами у Фейсбуку Сергія Чиркова: https://www.facebook.com/profile.php?id=100008945119300

### Публіцистика
- Не закам’яніти на історичній дорозі
- Вашингтон має постати з любові
- Тридцять три «якби» України
- В очікуванні Снігуроньки, яка торкнеться вустами щоки
- І воздасться – і авторам, і статистам – ці та інші статті можна знайти на сайті gazeta.ua за адресою: https://gazeta.ua/columns/chyrkov
- Всеросійський «Sieg Heil!» (2014)
- На Донецьк і Луганськ упала кара за біблійний гріх (2014)
- На Донбасі йде Вітчизняна війна, а не антитерористична операція (2014)
- Чому збожеволів рядовий Мальцев (2014)
- За підбитий російський танк треба доплачувати (2014)
- Солдат Росії: без честі, без доблесті, без слави (2015)
- Зброя, якою Росія вбиває українців (2015)
- Годі нам відзначати свята за російським календарем (2015)
- Я — націоналіст не тому, що ненавиджу, а тому, що люблю (2015)
- Господь ніколи не колисав росіян в одній колисці з українцями (2015)
- Росія на теренах України має іменуватися Московією (2016)

### Інтерв'ю та про написане
- Сергій Чирков: «Українська мова утвердиться як державна, коли нею заговорять у ліжку» – журнал «Країна», 30(533) – 2020 https://gazeta.ua/articles/opinions-journal/_ukrayinska-mova-utverditsya-yak-derzhavna-koli-neyu-zagovoryat-u-lizhku/978224 Віктор Филимонов «З війни – додому» Нотатки про книгу віршів Сергія Чиркова «Я – той, хто скамянів» – «Слово Просвіти», 22(1209)-2023  https://www.facebook.com/search/posts/?q=%D0%B7%20%D0%B2%D1%96%D0%B9%D0%BD%D0%B8%20%D0%B4%D0%BE%D0%B4%D0%BE%D0%BC%D1%83%20%D0%B2%D1%96%D0%BA%D1%82%D0%BE%D1%80%20%D1%84%D0%B8%D0%BB%D0%B8%D0%BC%D0%BE%D0%BD%D0%BE%D0%B2 Олександр Єременко «Довге повернення» – журнал «Київ», 1-2-2024  hhttps://www.facebook.com/people/%25D0%25A1%25D0%25B5%25D1%2580%25D0%25B3%25D1%2596%25D0%25B9-%25D0%25A7%25D0%25B8%25D1%2580%25D0%25BA%25D0%25BE%25D0%25B2/100008945119300//   Наталія Горішна «Ковчег життя. Про прочитане» – «Слово Просвіти», 9(1245) –2024  Галина Паламарчук «Подорож у 333 спогадах, снах і видіннях» – «Слово Просвіти», 9(1245)-2024  Наталія Горішна «Поета не порівнюйте ні з ким» – журнал «Олександрійський маяк» – 4(10)-2024 Микола Славинський «Натхнення – це каскад емоційних станів…» – у книзі «Колеги: шляхи до слави»
- Сергій Чирков: «Плейбой» і «Пентхауз» у кіосках з'явилися вже після того, як зник «Лель». Газета «Друг читача». — 17.01.2013.

## Акценти
«Ковчег. Колискова для смерті»

Обкладинка першого тому «Ковчег. Колискова для смерті»

Обкладинка другого тому «Ковчег. Колискова для смерті»

За жанром це «роман-подорож у 333 спогадах, снах і видіннях». Двотомний твір складається з сорока днів-розділів, кожен з яких у свою чергу містить сім підрозділів і одну-дві вставні новели. «Ковчег» має два сюжетні пласти. Критики відзначили певну структурну спорідненість з романом «Майстер і Маргарита». Але якщо у Булгакова в історію сьогодення вмонтовано біблійний (євангельський) сюжет, то у «Ковчегу» навпаки: історії сучасників занурено у біблійну подію. Цікавим видається й те, що предметом художнього дослідження автор зробив життя реальних людей.
«Ковчег» можна вважати романом-передчуттям. Дія в ньому починається на невеликій річці Луганщини, що несподівано виходить з берегів, заливає село, всі навколишні землі й перетворюється на всесвітній потоп. За рік по завершенні твору на сході України почалася війна, яка досі загрожує перерости у світову трагедію.

| – Про що ваш "Ковчег..." – про сорокаденне життя на річковій посудині чи про подорож у смерть? – Якби я був більшим нахабою, ніж є насправді, і не боявся, що мої слова почує Господь, сказав би так: у романі викладенов досвід умирання. Проте я такого не скажу, адже знаю: такий досвід неможливий у принципі. Людині ніколи не відкриється те, чого їй знати не варто. (З інтерв’ю Сергія Чиркова) |
«Сюжет для миті»
Сергій Чирков – з авторів, які все життя оповідають одну Історію. Нині вона знайшла своє продовження у книжці поезій «Сюжет для миті». Літератори, націлені на вростання в сакральний простір Слова і сакральність Слова, завжди пишуть або індивідуальні євангелія, або ж приватну книгу буття. Чирков з цього ряду літераторів. Глибинних.
(Євген Баран. З передмови до книжки)
«Я – той, хто скамянів»
Хочу наголосити: це саме КНИГА. Не збірка, яка фіксує такий собі черговий етап творчого зростання поета. Це книга в тому сенсі, в якому Книгою називають Писання. Іншими словами: такий текст, де в концептуально-органічній єдності явлено думку і почуття, пережиті день і вік, міф та історія – в стражданні, надії, вірі та любові. 
(Віктор Филимонов. Зі статті про книгу)